# 黄色いトマト
『黄色いトマト』（きいろいトマト）は、NET（現・テレビ朝日）系列のナショナルゴールデン劇場（毎週木曜日21時台）の枠で、1973年5月17日から1973年8月30日まで放送されていたテレビドラマである。全16話。

## 概要・内容
『だいこんの花』『にんじんの詩』に続く、『野菜シリーズ』第3弾。
舞台は横浜のある繁華街に在る、フランス料理店『モンカナ』。そこのコックの碧川春樹はまだ独身で、絵画の勉強をするためにフランスに渡ったが、コックとなって帰って来たという経歴を持つ。そのモンカナに、山形から来た三条乙女がウェイトレスとして住み込みで働き始めた。乙女は亡き父親の遺言で大工の大熊鉄五郎を訪ねるために横浜まで来て、鉄五郎の近所であるモンカナに就職したという経緯だった。乙女の勤務態度は粗忽で、春樹は世話を焼くばかり。そんな二人にいつしか恋のようなムードが生まれて行く。春樹、乙女に鉄五郎の娘・松江、従業員の香織らとの絡みなども交えて描いたラブコメディ作品。黄色いトマトが密かに赤く色付いて変わってゆく様を乙女の姿に重ね合わせたということが本作のタイトルの由来の一つとされている。

## キャスト
- 碧川春樹：加藤剛
- 三条乙女：江利チエミ
- 今井：杉浦直樹
- 大熊鉄五郎：三島雅夫
- 大熊松江：大原麗子
- 香織：鮎川いずみ
- 吉兵衛（モンカナのマスター）：十朱久雄
- 井手（後輩のコック）：山本紀彦
- 碧川光（春樹の母）：東山千栄子
- 忍（春樹の姉）：野添ひとみ
- 英之介：近藤洋介
- 綾子（英之介の母）：沢村貞子
- ミシュリーヌ：クラウディア・キャロル（第9話）

## スタッフ
- 制作：木村幹
- 脚本：松木ひろし
- 演出：大村哲夫
- 音楽：山下毅雄
- 制作：NET

## 主題歌
『愛はひそかに』 歌：江利チエミ （作詞：山上路夫　作曲：山下毅雄）

## サブタイトル
1. 1973年5月17日 「山から来た乙女」
2. 1973年5月24日 「女の好きなパリ野郎」
3. 1973年5月31日 「女心の料理法」
4. 1973年6月7日 「春の嵐に花が咲く」
5. 1973年6月14日 「結婚式の夜の波紋」
6. 1973年6月21日 「花も実もある真剣勝負」
7. 1973年6月28日 「結婚はしたけれど」
8. 1973年7月5日 「夏の夜の夢」
9. 1973年7月12日 「幻の女ミシュリーヌ」
10. 1973年7月19日 「初恋の人よサヨウナラ」
11. 1973年7月26日 「恋狂い油絵地獄」
12. 1973年8月2日 「家出娘を追いかけろ」
13. 1973年8月9日 「お見合いは人知れずこそ」
14. 1973年8月16日 「恋の戦線異状あり」
15. 1973年8月23日 「愛はひそかに」
16. 1973年8月30日 「日本式結婚狂騒曲」